# Edith Quimby

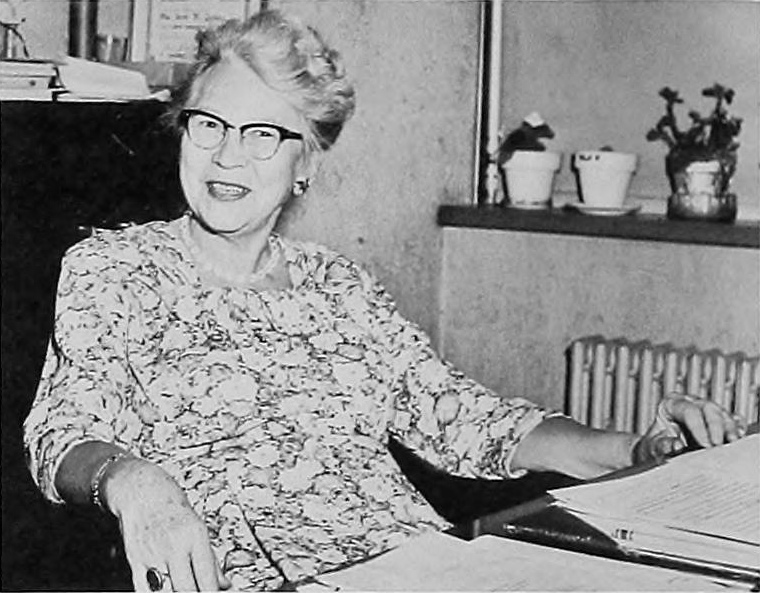
Edith Quimby

Edith Hinkley Quimby (* 10. Juli 1891 in Rockford, Illinois, USA; † 11. Oktober 1982 in Manhattan, USA) war eine US-amerikanische Physikerin und Hochschullehrerin. Sie war Professorin an der Columbia University und gilt als eine der Begründerinnen der Nuklearmedizin. Ihre Forschung konzentrierte sich auf die medizinischen Auswirkungen von Strahlung, die Optimierung der Dosis zur Minimierung von Nebenwirkungen, und die Anwendung radioaktiver Isotope bei der Behandlung von Schilddrüsenerkrankungen und der Diagnose von Hirntumoren.

## Leben und Werk
Quimby war eines von drei Kindern des Architekten und Landwirtes Arthur S. Hinkley und Harriet Hinkley. In ihrer Kindheit lebte sie in verschiedenen Bundesstaaten der USA. Nach ihrem High-School-Abschluss in Boise in Idaho erhielt sie ein Vollstipendium für das Whitman College in Walla Walla (Washington), wo sie 1912 einen mit einem Bachelor of Science in Physik und Mathematik abschloss. Nach einer kurzen Zeit als Lehrerin für Naturwissenschaften an der High School in Nyssa (Oregon) erhielt sie ein Physikstipendium an der University of California, wo sie 1915 ihren Master-Abschluss in Physik erwarb.
Im gleichen Jahr heiratete sie den Physiker Shirley Leon Quimby, mit dem sie vier Kinder bekam. Nach einer Anstellung als High-School-Lehrerin für Naturwissenschaften in Antioch (Kalifornien) zog sie 1919 zusammen mit ihrem Mann, der eine Stelle an der Columbia University angenommen hatte, nach New York. Im selben Jahr wurde sie Assistenzphysikerin in dem ersten Forschungslabor in den Vereinigten Staaten, das sich der medizinischen Anwendung von Strahlung widmete. Es war von Gioacchino Failla an dem neuen Memorial Sloan Kettering Cancer Center in New York City gegründet worden.

## Forschung
Von 1919 bis 1940 führte Quimby Forschung zur Quantifizierung zahlreicher Aspekte der radiobiologischen Wirkung von Radium und Röntgenstrahlen durch. Viele ihrer Forschungsergebnisse und Messstandards wurden als Artikel in international anerkannten wissenschaftlichen Fachzeitschriften veröffentlicht und jahrzehntelang häufig in der akademischen und Fachliteratur zitiert.
Sie erkannte den Bedarf an einfachen Rechenmodellen, die problemlos in Kliniken eingesetzt werden können, um Patienten sichere und wirksame Strahlenbehandlungsdosen zu verabreichen. Im gleichen Zeitraum führte Quimby experimentelle Methoden ein, um die unterschiedlichen Beta- und Gammastrahlungsdosen zu bestimmen, die erforderlich sind, um spezifische biologische Wirkungen auszulösen. 1941 wurde Quimby zur Assistenzprofessorin am Weill Cornell Medical College ernannt und gab Radiologiekurse. 1943 folgte sie Failla an das Columbia University College of Physician and Surgeons, wo sie das dortige radiologische Forschungslabor gründeten. Quimby wurde dort zur außerordentlichen Professorin für Radiologie und 1954 zur ordentlichen Professorin ernannt.
An der Columbia University forschte sie an Radionukliden Isotopen, die von Beschleunigern und Reaktoren erzeugt wurden, beispielsweise an synthetisch hergestellten radioaktiven Isotopen von Natrium und Jod. In Zusammenarbeit mit anderen Forschern der Universität untersuchte sie die Anwendung dieser Isotope bei der Behandlung von Schilddrüsenerkrankungen und der Diagnose von Hirntumoren. Sie veröffentlichte mit Leonidas D. Marinelli eine Reihe mathematischer Modelle, die die Abschätzung der Strahlungsdosisverteilungen und ihrer biologischen Auswirkungen in inneren Organen ermöglichten und als theoretische Grundlage für die heutigen internen Strahlungsdosimetriemodelle dienten. Darüber hinaus verfasste sie gemeinsam mit den Physikern Otto Glasser, Lauriston Taylor und James Weatherwax ein Nachschlagewerk mit dem Titel Physical Foundations of Radiology, das sich zu einem klassischen Lehrbuch für Strahlungsdosimetrie entwickelte. Sie veröffentlichte zu verschiedenen Aspekten der medizinischen Verwendung von Röntgenstrahlen, Radium und Radionukliden.
Zusätzlich zu ihrer Forschung in der Nuklearmedizin und zur Lehre arbeitete Quimby am Manhattan-Projekt. Sie arbeitete auch für die Atomic Energy Commission, war als Beraterin für Strahlentherapie für die United States Veterans Administration tätig, fungierte als Prüferin für das American Board of Radiology und leitete ein wissenschaftliches Komitee des National Council on Radiation Protection and Measurements. Sie war Mitglied mehrerer radiologischer Gesellschaften, darunter der American Radium Society, deren Vizepräsidentin sie 1929 war und der sie 1954 als Präsidentin vorstand.
Quimby war eines der Gründungsmitglieder der American Association of Physicists in Medicine (AAPM), von der sie 1978 den William D. Coolidge Award für ihre Arbeiten in den Bereichen Nuklearmedizin, Strahlentherapie, diagnostische Radiologie und Strahlenschutz erhielt. Zu ihren Ehren richtete die AAPM später den Edith H. Quimby Lifetime Achievement Award für ihr Lebenswerk ein.
Nach ihrer Emeritierung als Professorin für Radiologie an der Columbia University im Jahr 1960 forschte sie weiterhin, hielt Vorträge und übte Tätigkeiten bei verschiedenen wissenschaftlichen Gesellschaften aus, bis sie 1978 die Columbia University verließ.
Quimby starb 1982 im Alter von 91 Jahren.

## Ehrungen
- 1940: erhielt als erste Frau die Janeway-Medaille der American Radium Society
- 1940: Ehrendoktorwürde, Whitman College[5]
- 1941: Goldmedaille der Radiological Society of North America
- 1954: Wahl zur Präsidentin der American Radium Society
- 1956: Ehrendoktorwürde der Rutgers University
- 1957: Medaille der American Cancer Society
- 1963: erhielt als zweite Frau die Goldmedaille des American College of Radiology
- 1978: William D. Coolidge Award

## Veröffentlichungen (Auswahl)
- Syllabus of lectures: The physical basis of radiation therapy. 1943
- Safe handling of radioactive isotopes in medical practice Edith H. Quimby. 1960.
- Radioactive isotopes in medicine and biology. 1963.
- Basic physics and instrumentation (Radioactive isotopes in medicine and biology). 1963.
- mit Sidney C. Werner: Late Radiation Effects in Roentgen Therapy for Hyperthyroidism. JAMA 140(12), 1949, S. 1046–1047. doi:10.1001/jama.1949.029004700500181949.